# Colapso económico de la Unión Soviética

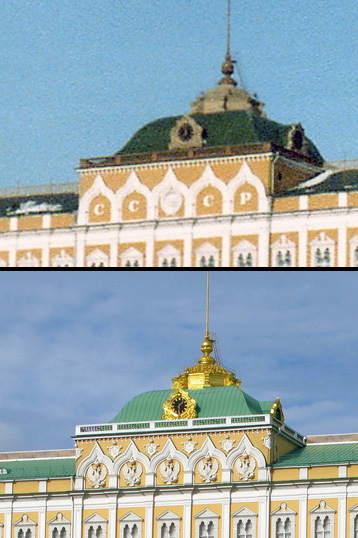
La fachada del Gran Palacio del Kremlin fue restaurada a su forma original después de la disolución de la URSS en 1991. El emblema del Estado de la URSS y las letras incrustadas que forman la abreviatura de la URSS (CCCP) fueron eliminados y reemplazados por cinco águilas bicéfalas rusas. Una restauración adicional del escudo de armas de los diversos territorios del Imperio ruso se colocó sobre las águilas.

El colapso económico de la Unión Soviética fue una crisis que dicho país sufrió a fines de los años 1980. Consistió en importantes cambios en su economía, que condujeron a su disolución como unidad política centralizada. Esta se oficializó el 8 de diciembre de 1991 con el Tratado de Belavezha, que firmaron los presidentes de la RSFS de Rusia, la RSS de Ucrania y la RSS de Bielorrusia. La antigua Unión Soviética dio lugar a varios países independientes, que experimentaron severísimas contracciones de sus economías durante su tránsito al capitalismo.
Tras la disolución de la Unión Soviética, Rusia, el estado sucesor de la Unión Soviética, se convirtió en un país radicalmente diferente. En 1997, su PIB era algo más de la mitad de los niveles de 1989. Uzbekistán donde el PIB de 1997 era alrededor de un 80 % del de 1989 fue una de las ex repúblicas soviéticas menos afectadas. Armenia o Georgia fueron las más afectadas el PIB de 1997 se encontraba en torno al 30 % del de 1989.

## Reacciones frente al colapso e interpretaciones
La discusión teórica sobre las causas han estado marcada por la ideología con la que se ha analiza el fenómeno. Diversos analistas marxistas han sostenido que la Unión Soviética no representaba el «verdadero» marxismo, sino un estado autoritario basado en un partido único al mando de una oligarquía, léase nomenklatura, cuyo único objetivo era mantenerse en el poder, y por tanto su caída no supone ningún menoscabo de las ideas «marxistas». Otros marxistas, dejando de lado argumentos materiales, sostienen que la caída se debió a la incompetencia política de personas concretas, con lo cual ni siquiera la caída de la Unión Soviética supone un fracaso del tipo de marxismo conocido como leninismo.

## Política económica 1953-1985
A partir de las reformas orientadas por la nueva cúpula del Partido Comunista a partir del mandato de Nikita Jrushchov en 1953, se pretendió una lenta evolución hacia algunos aspectos del sistema capitalista. De manera que la crisis vivida a partir de 1970, y que llevó al colapso político y económico de la Unión Soviética.
Las reformas elevaron el poder de los directores de las grandes ramas industriales y después de todas las empresas, para comerciar con parte de los medios de producción. Los ministerios de planificación fueron reformados reduciendo sus funciones pues el Estado asumió que la absoluta planificación de la economía era imposible, no importa cuánto se esforzaran por planificar adecuadamente, al no existir referencias al mercado, había superproducción de algunos productos y carestía de otros, por ello a partir de los 70 se empieza a dejar más capacidad de gestión a las distintas regiones, con lo que se reducía algo la intervención del Estado en la economía, pero seguía sin haber mercado. Se aumentó la escala de salarios en función del criterio de los directores de empresas que operaban con parámetros que no respondían a una lógica económica empresarial y pretendieron una cierta conversión hacia el capitalismo, que no fue tal porque los objetivos a conseguir seguían estando determinados por el Estado comunista. El comunismo es, por definición, un sistema económico en el que los funcionarios del Estado deciden cómo se utilizarán los recursos de la sociedad para producir ciertos bienes y servicios[cita requerida] y esto seguía ocurriendo. 
Así, el criterio de los economistas soviéticos pugnaba por la obtención, por medio de estas reformas, de beneficio en la producción, pero al no resolver la liberación de la economía se convirtió en un sistema condenado al fracaso. En suma, el proceso llevaría a la baja de la productividad de los trabajadores, para los cuales el estímulo a la productividad propio del sistema capitalista, el incremento del salario en función de la formación y la productividad y el miedo al desempleo, la capacidad de ahorro y ocio individual, etc. no podía ser aplicado por las muchas restricciones que la revolución había establecido.[cita requerida]
El poder dado a los directores de empresas mediatizados por el sistema de incentivos, el sistema de subsidios, la burocracia, la potenciación de la lealtad al partido por encima de consideraciones económicas y el nepotismo daría origen a la corrupción en la administración y desmoralización en el trabajo, todo lo cual que en su conjunto seguía respondiendo a una falta de libertad en el mercado.[cita requerida]
Eso sin mencionar el carácter represivo de la dirección estatal, en particular sobre la información, dirigido con más ahincó en defender ideológicamente el statu quo. Por ello, a finales de 1985 el PIB per cápita de la URSS estaba en los 3.308 de dólares frente a los 18.042  de USA.

## Situación previa al colapso
Tras la Segunda Guerra Mundial, el crecimiento de la economía de la Unión Soviética era lo bastante rápido para dar crédito a las previsiones de Nikita Jruschov de que el nivel de vida en la Unión Soviética habría superado el de los Estados Unidos antes de 1970, y que el capitalismo sería «enterrado» antes de que acabara el siglo en curso. Pero en vísperas de la perestroika, a principios del decenio de 1980, había indicios serios de que algunos aspectos de la economía no funcionaban bien:
1. El abastecimiento energético básico de la Unión Soviética atravesaba graves dificultades en los años ochenta.[6]
2. La producción siderúrgica y petrolera se estancó en el período 1980-1984.[7]
3. Las plantas de generación y las líneas de transmisión estaban anticuadas y les faltaba mantenimiento, como atestiguan las frecuentes averías o apagones (por no citar el caso de Chernóbil).
4. El sector agrícola, la producción de cereales, adaptada a las condiciones climatológicas, no registró alza alguna con respecto a la década anterior, pese a las grandes inversiones realizadas.[8]
5. Dos tercios del equipo de procesamiento agrícola utilizado en la década de 1980 eran inservibles, pues buena parte del mismo procedía de los decenios de 1950 y 1960.[9]
6. Entre el 20 % y el 50 % de las cosechas de cereal, patatas, azúcar, remolacha y frutas se echaba a perder antes de llegar a las tiendas.[10] Incluso cuando los abastecimientos eran precisos los retrasos en la entrega provocaban escaseces temporales, que generaban en las colas, acaparación de productos y racionamientos ocasionales.[11]

Como resumen de la situación en vísperas de la perestroika, todos, empezando por Mijaíl Gorbachov, estaban de acuerdo en que el crecimiento económico per cápita era nulo o negativo. Como explica Marvin Harris se nos presenta un panorama aún más sombrío de la ineficiencia de la infraestructura soviética a partir de 1970 si sustraemos los costos de la contaminación y el empobrecimiento del medio ambiente del producto nacional (PNB). Estaban presentes todas las formas imaginables de contaminación y agotamiento de los recursos, en cantidades tan ingentes que constituían una amenaza para la vida, incluidas las emisiones incontroladas de dióxidos de azufre, peligrosos vertederos de residuos nucleares y de todo tipo, erosión del suelo, envenenamiento del lago Baikal (en opinión de Poiniting 1991, seguramente el peor desastre ecológico del s. XX) y los mares Negro, Báltico y Caspio, así como del desecamiento del mar de Aral. Como explica Feshbach, la esperanza de vida de los hombres soviéticos estaba disminuyendo en vísperas de la perestroika.
Las reformas implementadas por Gorbachov pretendían revertir esa situación, sustituyendo la rígida gestión burocrático-administrativa por otra de tipo económico y descentralizado. Para ello, se dio más poder a jóvenes tecnócratas con el fin de reorganizar las fuerzas productivas, racionalizar la economía y fomentar la participación de los trabajadores en la toma de decisiones (democratización de la gestión pública). El objetivo último sería acabar con los monopolios estatales mediante la privatización de la propiedad. A partir de 1987, se abrió la gestión de la producción a empresas conjuntas de capital extranjero (joint ventures) y, hacia 1990, el Gobierno había perdido el control de buena parte de la economía. Dichas reformas económicas tuvieron finalmente un resultado deficiente y, además, generaron desigualdades y desempleo crecientes. A mediados de 1991, el PIB había disminuido drásticamente y se produjeron fuertes incrementos de la inflación.

## Causas generales
Además de todo lo mencionado anteriormente el Bloque del Este estaba muy rezagado respecto a Occidente en la aplicación de las innovaciones de alta tecnología en la producción de artículos no militares. Esto afectaba particularmente a las telecomunicaciones y el tratamiento de la información (informática). 
Esta mala situación de las telecomunicaciones y de las tecnologías del tratamiento de información no era casual. El sistema soviético de estructura de poder tenía por finalidad impedir el intercambio rápido de información no sujeta a censura o supervisión por parte del partido. Sin lugar a dudas, las escasa prioridad conferida a la creación de una red telefónica moderna puede interpretarse más la inseguridad del partido comunista que una falta de conocimientos y recursos técnicos.[cita requerida]
Otro tanto puede decirse de la práctica de cerrar con candado las escasas computadoras a disposición de las empresas comerciales y de tipificar como «crimen contra el Estado» la posesión no autorizada de una copiadora. El aparato central de planificación, Gosplán, no supo o no quiso pasar de una economía creciente basada en la fabricación de maquinaria pesada a una economía basada en la alta tecnología y la microelectrónica. En Occidente, esa transición había tenido lugar la década de 1970, pero la Unión Soviética prefirió seguir invirtiendo recursos en el sector de la maquinaria pesada.
Otros inconvenientes graves del sistema de planificación soviético habrían sido:
1. Su enorme burocracia ineficiente, llamada nomenklatura, que carecía de medios modernos de gestión (telecomunicaciones, informática, dispositivos electrónicos, etc.). Dicha burocracia política impidió atender adecuadamente las necesidades de la población; en palabras del principal consejero económico de Gorbachov, Abel Aganbegián: «[en 1987] el sistema administrativo de dirección y de gestión de la economía se ha transformado plenamente en un mecanismo de freno de nuestro desarrollo».[17]
2. La ineficiente asignación de recursos. En las empresas, los directores eran sometidos a un estrecho control por los jefes de oficina, con objeto de velar por que se ajustaran a una lista excesiva de normas y reglamentos, lo que tuvo varias consecuencias involuntarias. La cuantía de las ayudas concedidas a las empresas en forma de bonos en incentivos se determinaban por el número de trabajadores empleados, lo que condujo a la contratación de grandes cantidades de obreros innecesarios.[18] Las cuotas de producción se fijaban en términos cuantitativos únicamente, lo que dio lugar a la producción de artículos de baja calidad, estos valores estrictamente cuantitativos eran una invitación a alcanzar dichas cuotas mediante impostura: «Puesto que los salarios, bonos y promociones dependían de que se alcanzaran los objetivos fijados por el plan el sistema de planificación central inducía, o más bien, obligaba a falsear los resultados».[19] Además muchas empresas a veces hinchaban sus necesidades en materias primas y requisitos de inversión, con la esperanza de tener suficiente para cumplir o incluso superar los objetivos cuantitativos de producción fijados.
3. Los presupuestos blandos de los que habla Catherine Verdery[20] fueron un medio más de no garantizar la supervivencia de las empresas más aptas. Cualquier empresa deficitaria recibía fondos para superar el mal momento. E igualmente una gestión ineficiente e irracional como el acaparamiento de recursos innecesarios, el sobreempleo y las inversiones innecesarias prácticamente nunca tenía consecuencias catastróficas ni suponían la desaparición de la empresa afectada, sino que recibía todavía más subsidios para mantenerse a flote. Además, la reducción del factor ahorro trabajo por una mejora en la tecnología que en un sistema capitalista revierte en unos menores precios, en poco podía ayudar a los «beneficios» de los directores y las empresas planificadas, así que no estaban por mejoras de ese tipo.[cita requerida]

Todos estos factores contribuyeron a conformar una peculiar economía, que ha sido caracterizada por escaseces, largas colas, la acumulación de empleos innecesarios, personalismo,[cita requerida] corrupción persistente, que llegaba hasta «el empleado que escondía debajo del mostrador, para sus amigos o parientes o para un soborno». Y como se ha dicho la estructura de poder era un freno a la innovación tecnológica o al favorecimiento de la competencia. Había pocas recompensas a los directores de empresas que aplicaban procesos de producción o productos más nuevos o eficaces.
No obstante, estas causas generales sólo parecen manifestarse en plenitud a partir de los años 1970 pues con anterioridad a esas fechas la economía soviética había crecido al mismo ritmo o incluso superior al de las naciones occidentales.

## Tras el colapso de la Unión Soviética

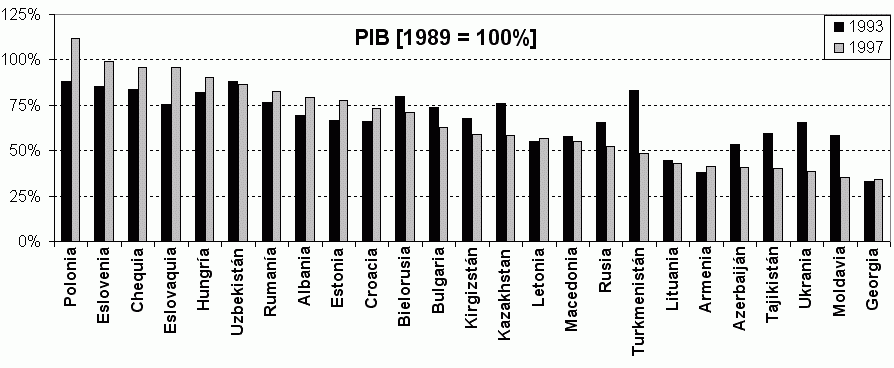
Economías exsocialistas después de 1993.

Tras el colapso de la Unión Soviética, esta crisis tuvo su continuación en otra crisis económica que culminó en 1998, que fue marcada por una enorme devaluación del rublo y un defecto sobre la deuda rusa. Al declinar la productividad, debido a las reformas de mercado, una tasa de cambio fija entre el rublo y las divisas extranjeras para evitar la confusión pública y un déficit presupuestario fueron los antecedentes de la debacle. El costo económico de la primera guerra chechena, que es estimado en 5500 millones de dólares, fue también una causa de la crisis. La inflación anual de 1997 fue del 84 % en Rusia. La economía rusa sufrió una enorme tensión cuando se transformó de una economía planificada a un sistema de libre mercado. Las dificultades de las reformas fiscales apuntadas al desarrollo de créditos de gobierno y una dependencia en el préstamo a corto plazo para financiar el déficit presupuestario condujeron a una serie de crisis financieras en 1998. Precios inferiores para los productos que Rusia exportaba (el petróleo, gas natural y minerales) y una pérdida de confianza de inversores debido a la crisis asiática financiera exacerbó problemas financieros. El resultado fue una disminución rápida en el valor del rublo, la desaparición de inversiones extranjeras, retrasos sobre deudas estatales y privadas, una interrupción de transacciones comerciales por el sistema bancario, y la amenaza de inflación galopante. Cuando se produjo la crisis financiera de 1998 y el desplome del rublo, se hizo claro que los mecanismos de mercado en Rusia eran todavía muy imperfectos. Para finales de 1998, el PIB de Rusia se había reducido en un 5,3 % en comparación con 1997, la inflación llegó a un 84 %, y las reservas nacionales en oro y divisas disminuyeron en más del 30 %[cita requerida].
Durante la transición de la economía planificada de la URSS hacia la economía de mercado rusa, hubo un enorme aumento de la pobreza en relación con los niveles anteriores de la Unión Soviética, que habían sido en la RSFSR (República Socialista Federativa Soviética de Rusia) de nada más que un 2 %. Este aumento de la pobreza en relación con la época soviética fue de 48 puntos porcentuales (un incremento de un 2400 %), quedando la pobreza en un 50 % del total de habitantes de la Rusia postsoviética durante el periodo de 1993-1995, mientras que solamente entre un 1-2 % de la población vivía en la riqueza hacia 1999 (más de la mitad de estos últimos, antiguos miembros de la nomenklatura radicada en Moscú). Al aumento de dichas desigualdades sociales contribuyó la supresión o reducción de las prestaciones ofrecidas a la población, incluida la seguridad social de la era soviética. Además, la corrupción existente en el interior de la burocracia soviética habría derivado, según el politólogo Octavio Rodríguez Araujo, en las mafias rusas que surgieron tras la caída de la URSS.